# Фантино (Кунео)
Фантино је насеље у Италији у округу Кунео, региону Пијемонт.
Према процени из 2011. у насељу је живело 59 становника. Насеље се налази на надморској висини од 1052 м.